# Juliamængden
Juliamængden er en fraktal, som har fået sit navn efter dens skaber Gaston Julia. Den modsatte mængde kaldes Fatoumængden, efter den franske matematiker og astronom Pierre Fatou.
Mængden er beslægtet med mandelbrotmængden, og i definitionen af mængden anvendes samme iterationsformel:
{\displaystyle z_{n+1}=z_{n}^{2}+c}
Forskellen er, at når man ved mandelbrotmængden hele tiden udgår fra z0=0 og varierer c, så varierer man for juliamængden, startværdien z0 og anvender en konstant værdi for c. Juliamængden for en vis c-værdi er altså alle startpunkter z0 for hvilken ovenstående formel konvergerer mod en endelig værdi. På denne måde kan man sige, at der for hvert punkt, c, i mandelbrotmængden findes der en juliamængde. På siden om mandelbrotmængden findes en udførlig beskrivelse af hvordan kvadrerende fraktaler, som denne (og andre), kan anskueliggøres i et tidflyktssystem.
Hvis 0 er en del af juliamængden for c, så er c en del af mandelbrotmængden.

## Reverseret formel
Det går endda at med en reverseret formel konvergere et punkt mod juliamængden. Metoden, som beskrives oven for, udelukker de punkter, som ikke tilhører mængden men bruger formlen:
{\displaystyle z_{n+1}=\pm {\sqrt {z_{n}-c}}}
Hvis man der efter tilfældigt vælger hvilken af de to rødder, som skal ligges til grund for næste iteration og siden gentager den et stort antal gange, så kommer punktet Zn at konvergere mod juliamængdens kant, og når den vel har nået den at "hoppe" fra punkt til punkt på randen af fraktalen. Denne algoritme egner sig bedst til at tegne de delmængder, som er helt sammenhængende i randen, idet de to hovedattraktorer er svære at nå med konvergensen. Dette på grund af, at det tilfældige valg med {\displaystyle 50/50} sandsynlighed hele tiden gør, at retningen ændres. Men det går at undgå det til en vis grad, hvis man gentager valg, (roteret 180º eller ej), et antal gange. Så lader man et tilfældigt tal vælge hvor mange gentagelser af samme valg, som skal gennemføres, (maximalt 4-6 er nok), det giver fortsat {\displaystyle 50/50} i sansynlighedsfordeling på lang sigt men større differenser ved nogle få udfald.

## Eksempel fra Juliamængden
|  |  |  |

|  |  |